# Euphorbia macella
Euphorbia macella är en törelväxtart som beskrevs av Nicholas Edward Brown. Euphorbia macella ingår i släktet törlar, och familjen törelväxter. Inga underarter finns listade i Catalogue of Life.